# Erro provável
Em estatística, erro provável define a metade do intervalo no entorno de um ponto de tendência central da distribuição de probabilidade, de tal forma que metade dos valores da distribuição encontram-se dentro do intervalo e metade fora.
Assim, é equivalente à metade o intervalo interquartil, ou o desvio mediano absoluto. O erro provável também pode ser expresso como um múltiplo do desvio-padrão {\displaystyle \sigma },
{\displaystyle \gamma =0.6745\times \sigma } (onde o fator de multiplicação {\displaystyle 0.6745} deriva da distribuição normal), o que exige que pelo menos o segundo momento estatístico da distribuição deve existir, enquanto que a primeira definição isso não é necessário. 
Um uso do termo erro provável em estatística é como o nome para o parâmetro de escala da distribuição de Cauchy.